# Schloss Grünau (Oberösterreich)
Schloss Grünau ist eine von zwei mittelalterlichen Schlossanlagen in der Marktgemeinde Ried in der Riedmark in Oberösterreich und steht unter Denkmalschutz (Listeneintrag). Die Grünauerkapelle ist eine Wegekapelle außerhalb des Schlossgeländes und steht ebenfalls unter Denkmalschutz (Listeneintrag). Schloss Marbach ist die zweite Schlossanlage in Ried in der Riedmark.

## Geschichte
Das Schloss Grünau (Gruenowe, Grienau) wurde um 1212 erstmals urkundlich erwähnt. Ortolf (I.) von Volkenstorf wurde als Besitzer genannt. Er war der Inhaber der Gerichtsbarkeit zwischen Enns und Traun und der Lehnsherr des Schlosses. Die Volkensdorfer bewohnten das Schloss nicht, sondern vergaben es als Lehen. 1437 scheint als sein Besitzer Hans Laun von Hanstein auf, der es an Hans Paltram verkaufte. Nach dem Tod Paltrams verkaufte dessen Witwe das Gebäude 1468 an Ulrich von Paumgartner. 1483 folgte Magdalena Paternusterer. Durch Erbschaft gelangte Grünau in den Besitz von Wolfgang Tollinger. Um 1596 hatte die Herrschaft nur zehn Untertanen.
Wiederum durch Erbschaft gelangte Schloss Grünau 1650 an Erasmus Hack von Pornimb. Um 1700 kaufte Johann Baptist von Risenfels das Gebäude, um 1774 war Ernst von Hackelsberg der Besitzer. Zwischen 1800 und 1903 wechselten die Besitzer oft. 17 unterschiedliche Besitzer wurden in den 103 Jahren gezählt. Die Besitzer waren: Gräfin Maria Anna Fieger-Salburg (1800), Familie Föls (1804), Anton Brandstätter (1808), Josef Senge (1822), Wilhelm Freiherr von Bohm (1828), Mathäus Krembser (1829), Heinrich Bauchinger (1832), Maria von Rauchenbichler (1834), Franz Kramer (1837), Johann Arnold (1846), Franz Jenner (1851), Gräfin Helene von Waldstein (1855), Ludwig Flech (1879), Karl Maucha (1889), Familie Appel (1898), Gebrüder Pacher von Theinburg (1899) und Hugo Sonnenberg ab 1903.
1899 wurden Umbauten vorgenommen. Der Turm erhielt ein neues Dach. Um 1936 kam die Schlossanlage an Martin Mayr (Maier von Gerersdorf), dessen Nachkommen heute noch Eigentümer sind.

## Das Schloss heute
Das Schloss Grünau ist ein blockartiger dreigeschoßiger herrschaftlicher Bau, der im Wesentlichen im 18. und 19. Jahrhundert das mittelalterliche Schloss ersetzte. An der Südwestseite steht ein Turm, der den Schlossbau überragt. Am Turm befindet sich eine Uhr aus dem 19. Jahrhundert. Die Baufassade ist eher schlicht im Biedermeierstil gehalten und gegliedert mit Pilastern und geschwungenen Fensterverdachungen.
Im Obergeschoß gibt es größere Raumhöhen für die Zimmer der Herrschaft und den Rittersaal. Nach 1936 wurde der Rittersaal mithilfe des Denkmalamtes renoviert und unter Schutz gestellt. In den oberen Räumen befinden sich barocke Stuckdecken von 1730. Erreichbar sind die oberen Räume über die Stiege im Turm. Im Schlossinneren führt aber auch eine Wendeltreppe aus dem 16. Jahrhundert hinauf in das Obergeschoß.
Südlich vom Schlossbau befindet sich der große Wirtschaftshof mit eindrucksvollen gewölbten Stallungen und daneben ein Teich. Aktuell (2021) ruht die Landwirtschaft weitgehend. Riesige Bäume im Bereich um das Schloss lassen eine herrschaftliche Gartenanlage noch erahnen. Privatbesitz. In der Regel für die Öffentlichkeit nicht zugänglich.

## Grünauerkapelle
Die 1764 erbaute spätbarocke Grünauerkapelle (Wegekapelle) mit geschwungenem Giebel, Stuckaltar und Schmiedeisengitter aus 1764 steht etwa 350 Meter nördlich von Schloss Grünau und nahe dem Haus Grünau Nr. 17 (Lage).

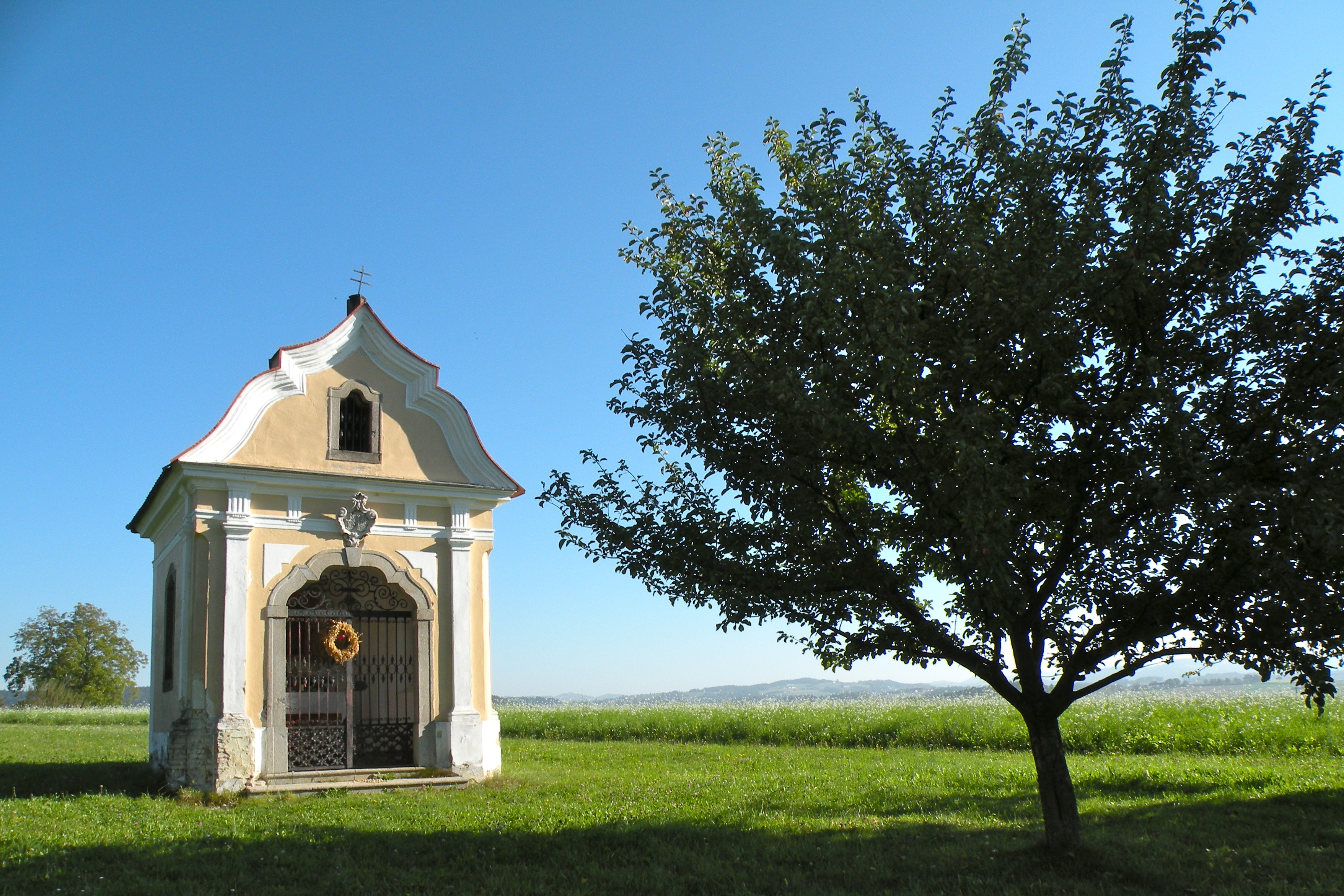
Benachbarte Wegekapelle. 1764
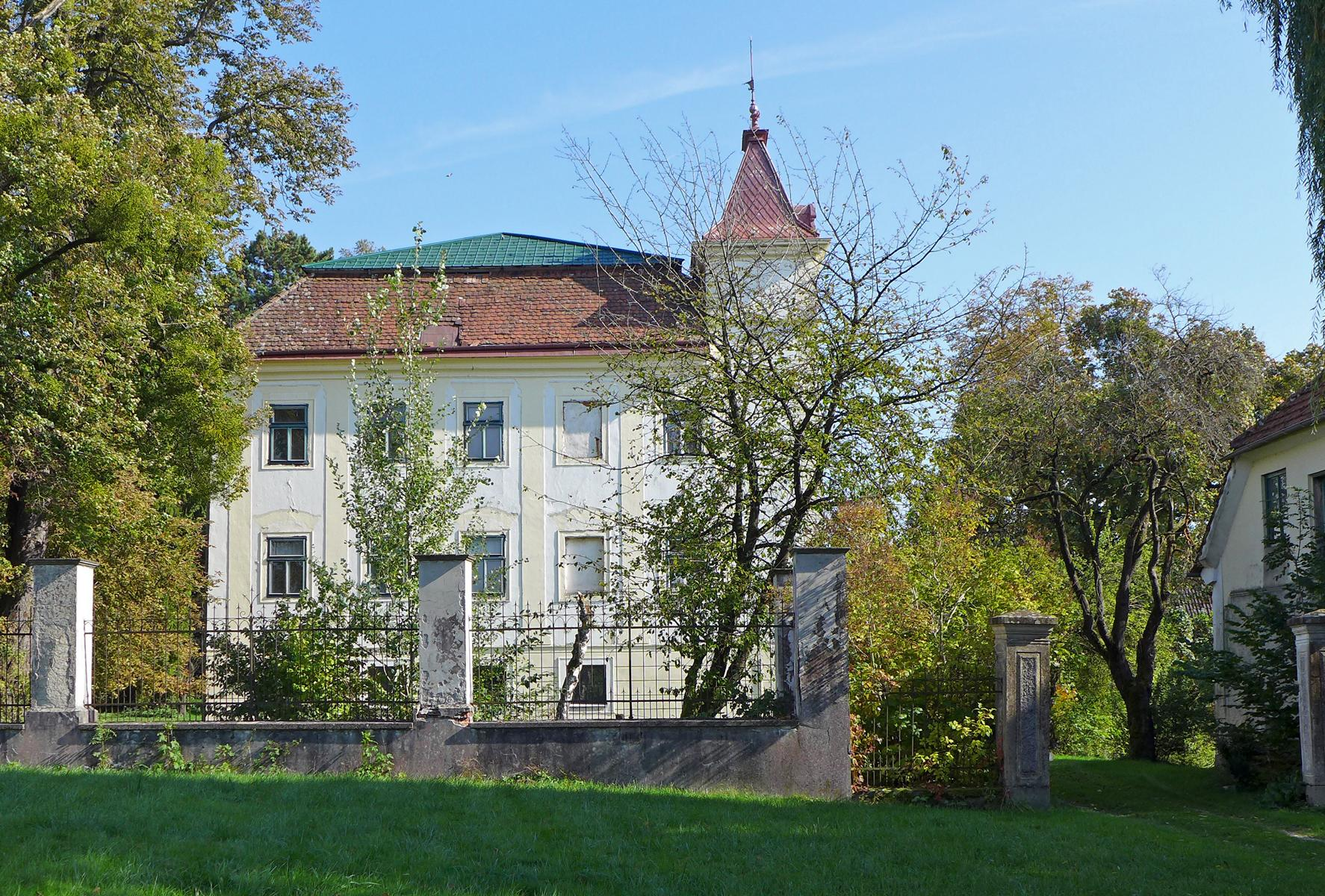
Ansicht von Westen. Einfahrt
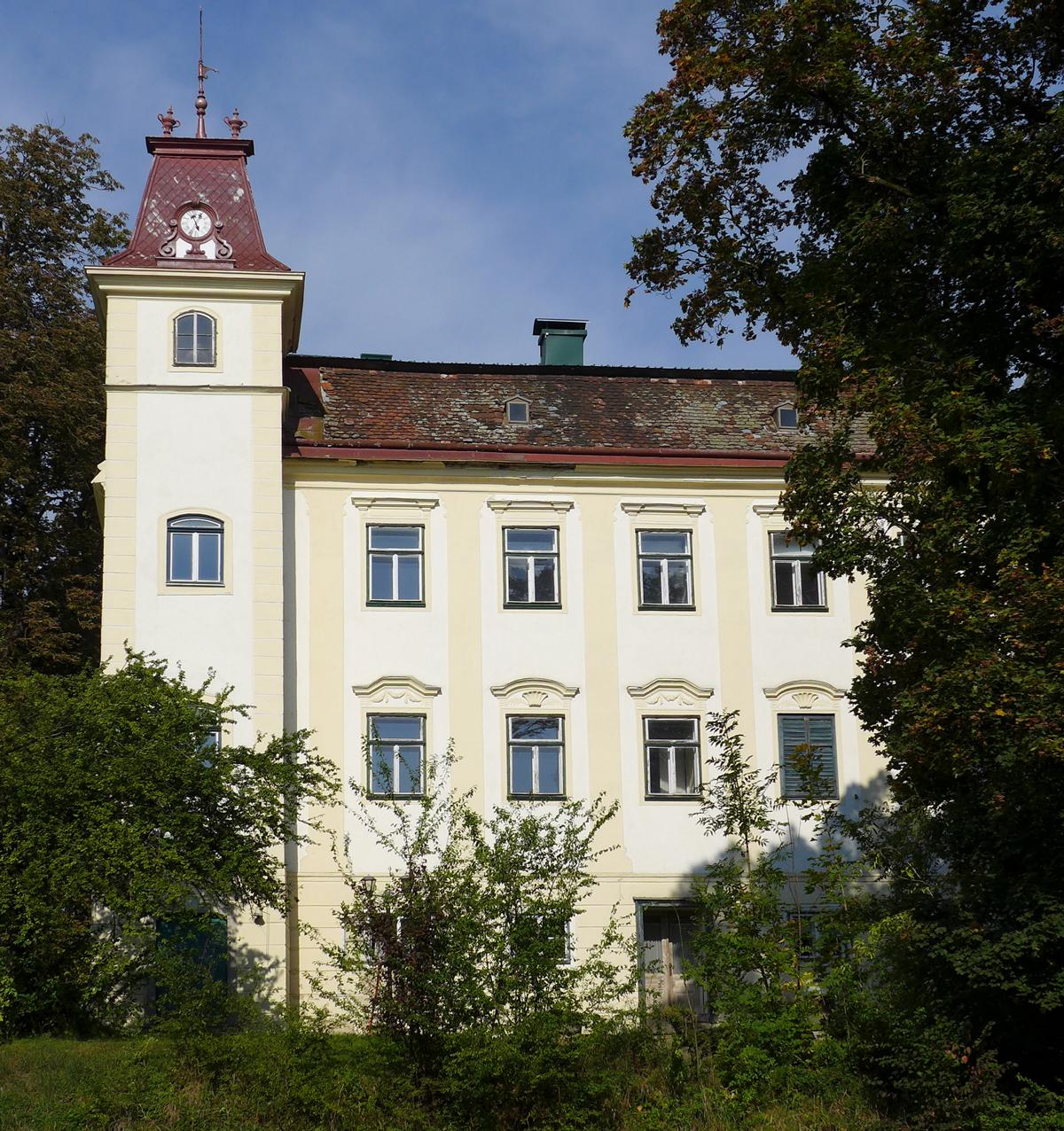
Ansicht von Süden. Schlosseingang
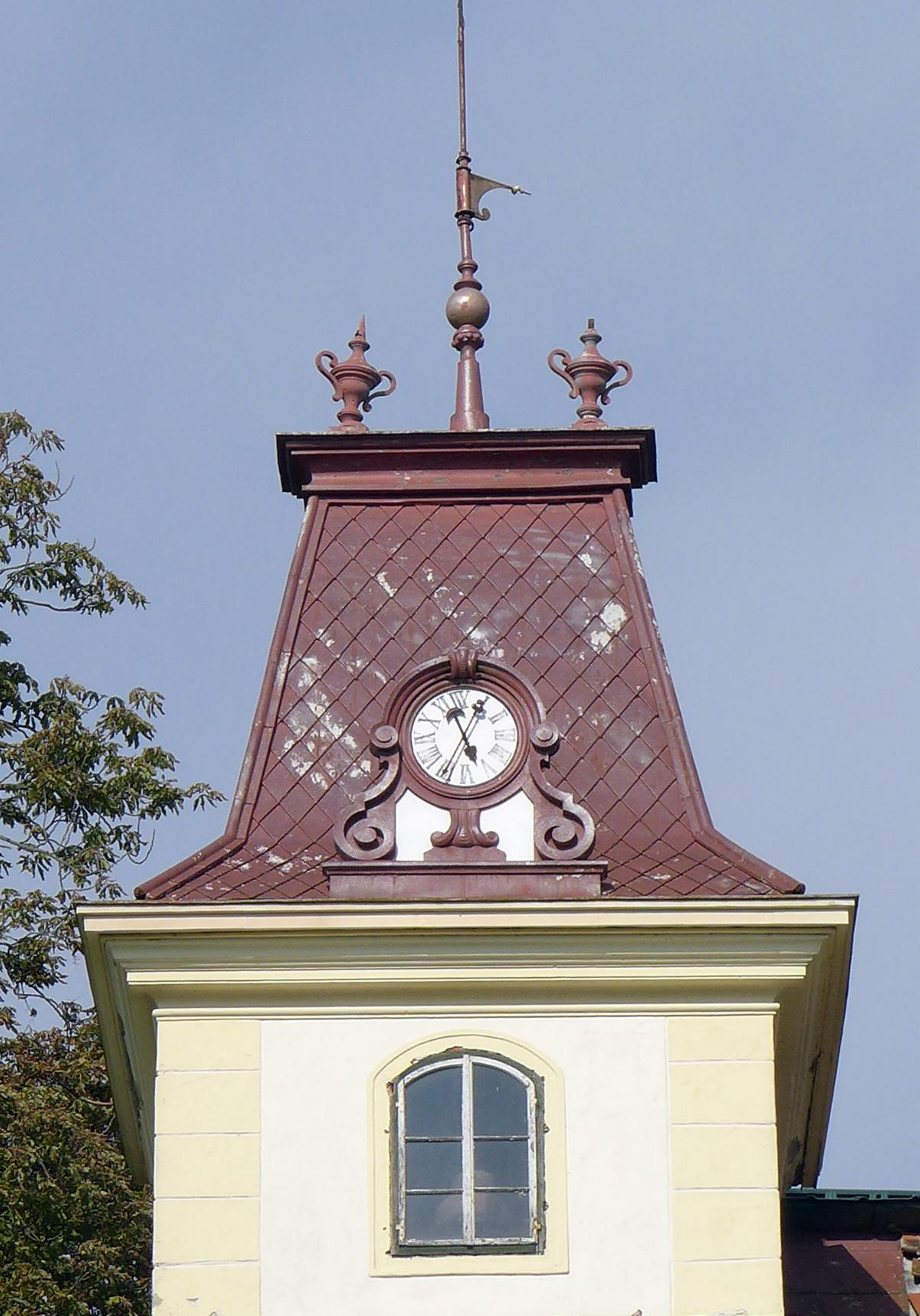
Ansicht von Süden. Turmuhr
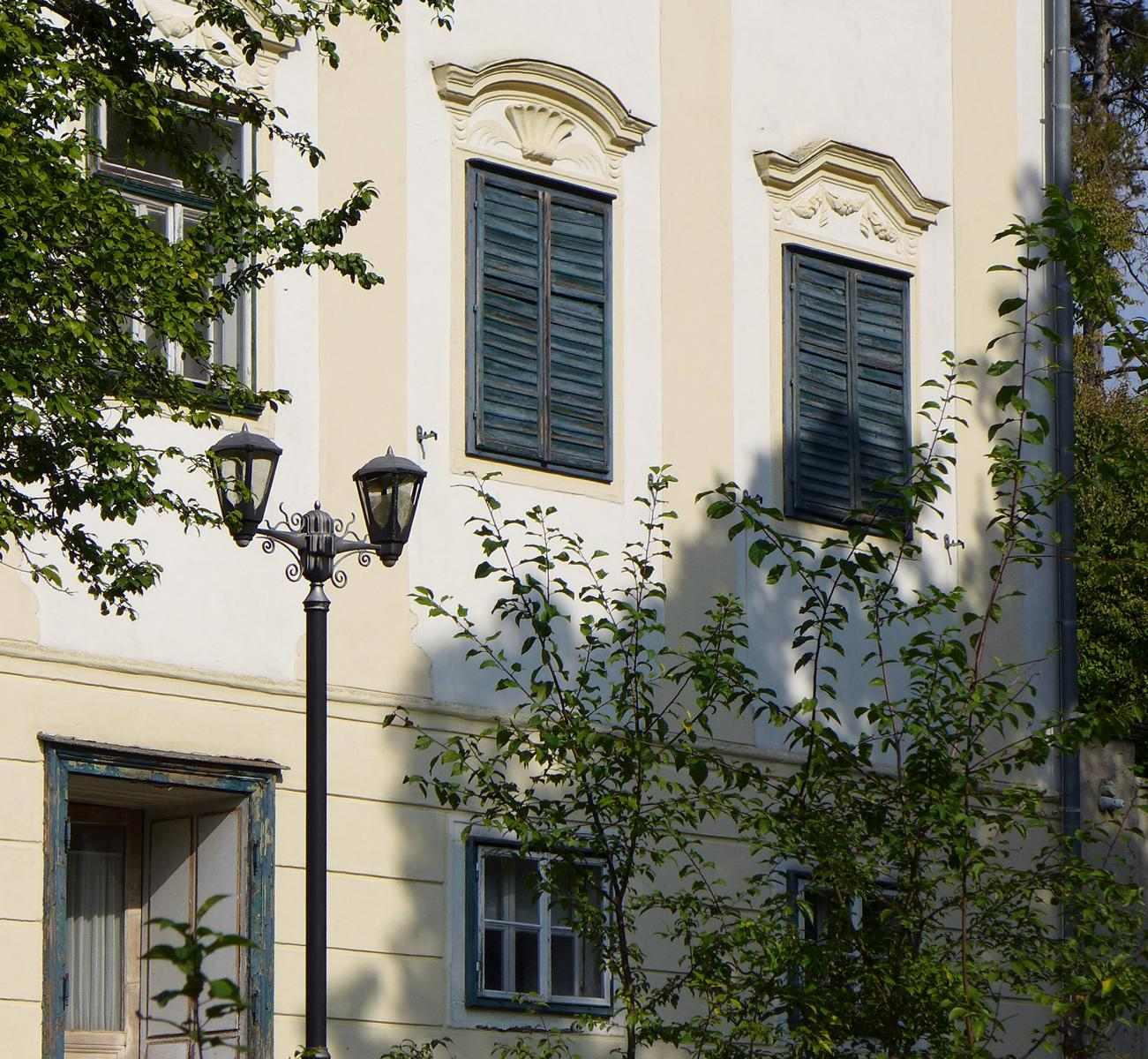
Ansicht von Süden. Detail
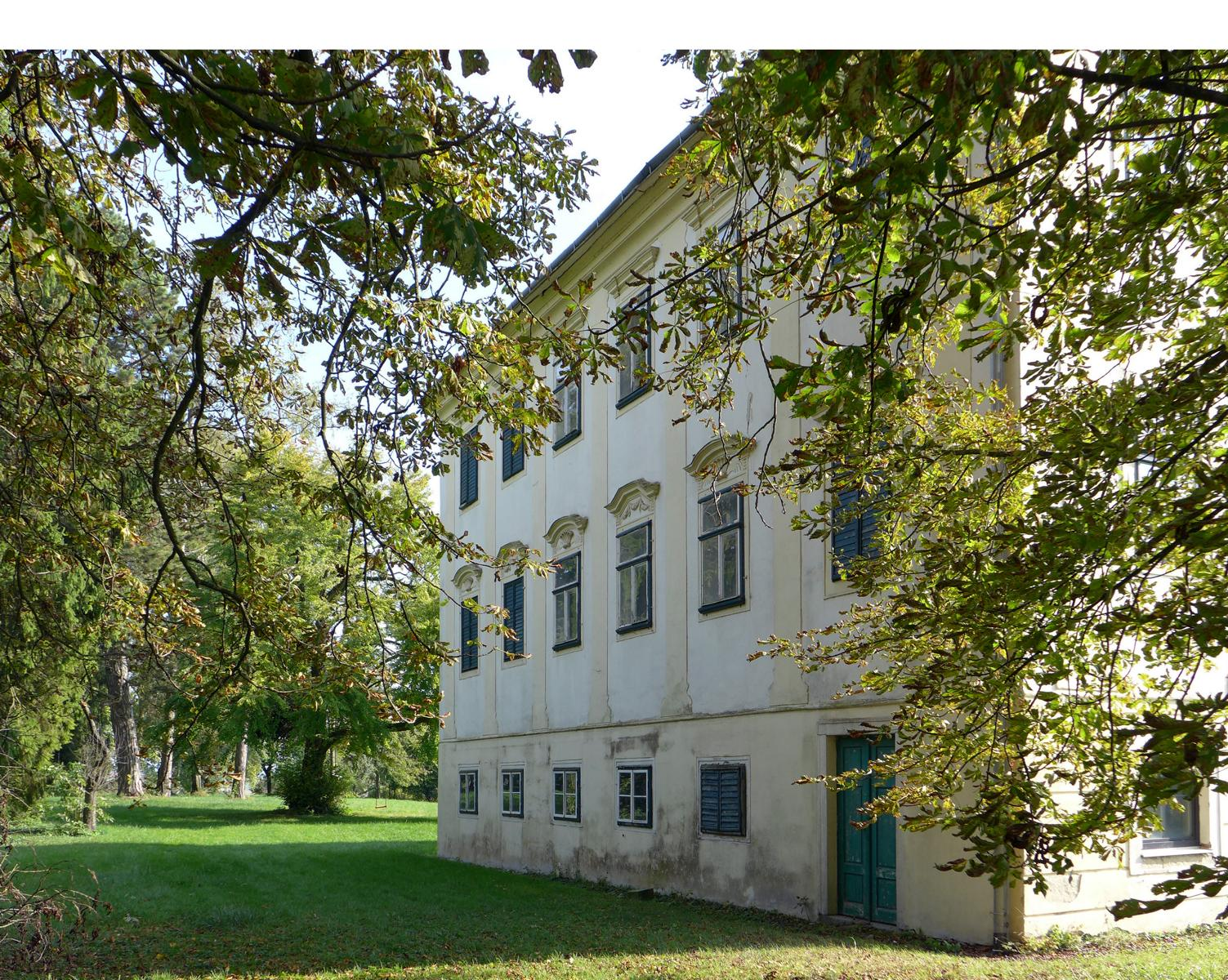
Ansicht von Norden. Gartenseite
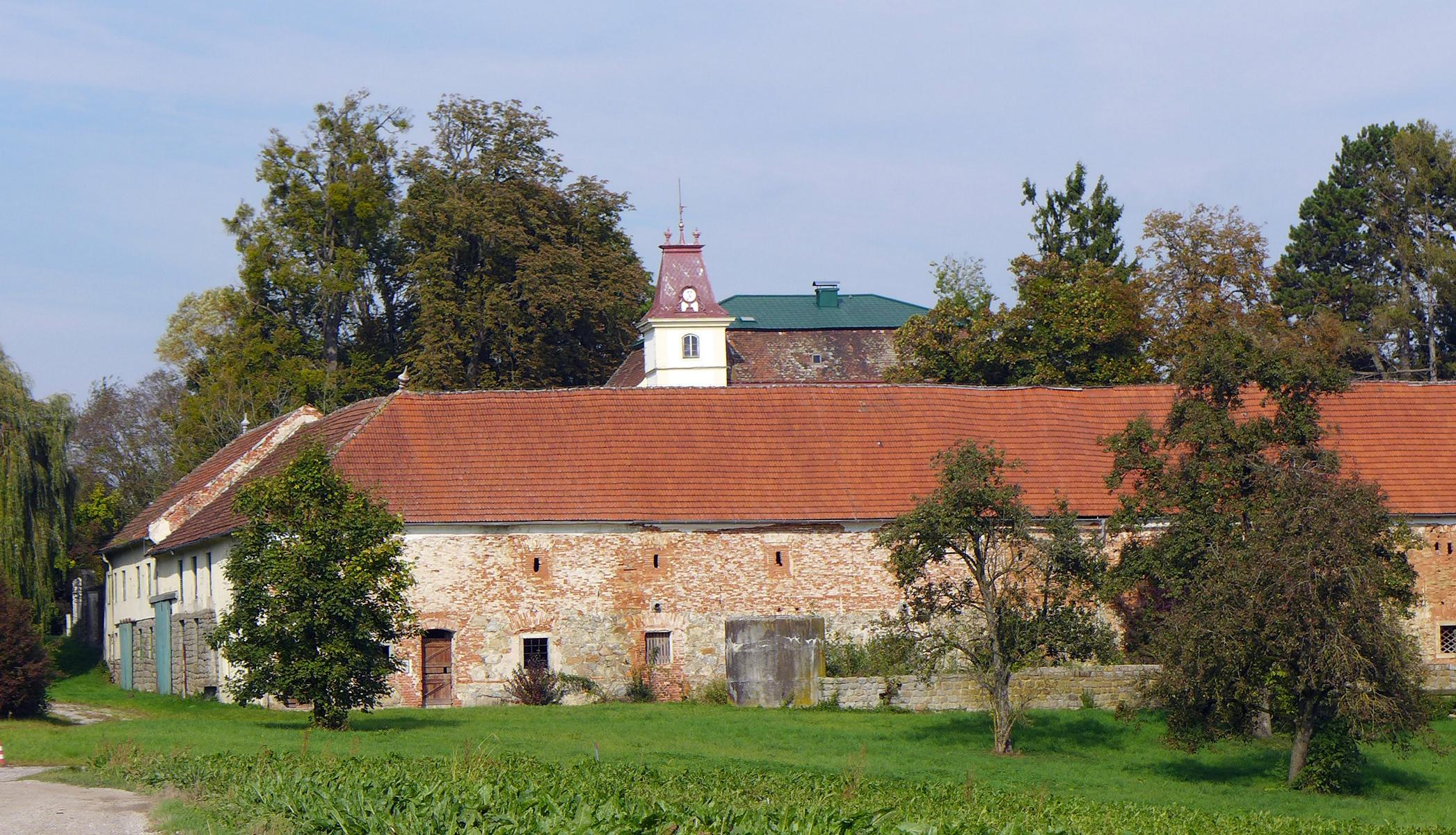
Stallungen im Süden. Dahinter das Schloss